# Удмуртія
Удму́ртська Респу́бліка (рос. Удмуртская Республика, удм. Удмурт Республика, Удмурт Элькун) — республіка у складі Російської Федерації, є частиною Приволзького федерального округу. За Конституцією Удмуртії назви Удмуртія та Удмуртська Республіка є рівнозначними, у народі республіка отримала назви Республіка Удмуртія та Джерельний край. Країна розташована в західному Передураллі, у межиріччі Ками та її правої притоки Вятки.
Утворена 4 листопада 1920 року. Нагороджена орденами Леніна (у 1958 році), Жовтневої Революції (у 1970 році) та Дружби народів (у 1972 році). У 2008 році Банк Росії випустив пам'ятну монету, присвячена Удмуртській Республіці.
Площа Удмуртії становить 42 061 км², що за величиною перевищує такі країни, як Бельгія, Нідерланди та Швейцарія. За площею в межах Російської Федерації республіка займає 57-е місце. Столиця республіки — місто Іжевськ, відстань від якого до Москви становить 1 129 км. Населення — 1 522 700 осіб (на 2010 рік), за цим показником республіка займає 26-те місце.

## Географія

### Географічне положення
Удмуртія розташована на заході Передуралля, у межиріччі Ками та В'ятки. Протяжність території з півночі на південь становить 298 км, а із заходу на схід — 200 км. Республіка межує з Кіровською областю на півночі та заході, з Пермським краєм на сході, з Республікою Башкортостаном на південному сході та з Республікою Татарстаном — на півдні та південному заході. Загальна протяжність кордонів — 1 800 км.
Становлення Удмуртії як промислово розвиненої республіки в значній мірі визначене її географічним положенням. Велика судноплавна річка Кама та прилегла до неї територія здавна приваблювала уральських промисловців. Вже в середині XVIII століття тут були засновані перші залізоробні заводи, річка давала можливість привозити чавун з уральських заводів і відправляти продукцію до центральної Росії. Після будівництва залізничних магістралей республіка отримала ширший вихід як до центральної Росії, так і до Сибіру.
Крайні точки:
- північна точка — 58°32'39' пн.ш. — на північ від села Шалаші Глазовського району;
- південна точка — 55°51'37' пн.ш. — на південь від села Зуєві Ключі Каракулінського району, острів Телеговський;
- західна точка — 51°07'23' сх.д. — на південний захід від села Березовка Сюмсинського району;
- східна точка — 54°25'29' сх.д. — на північний схід від села Степаново Воткінського району.

### Рельєф

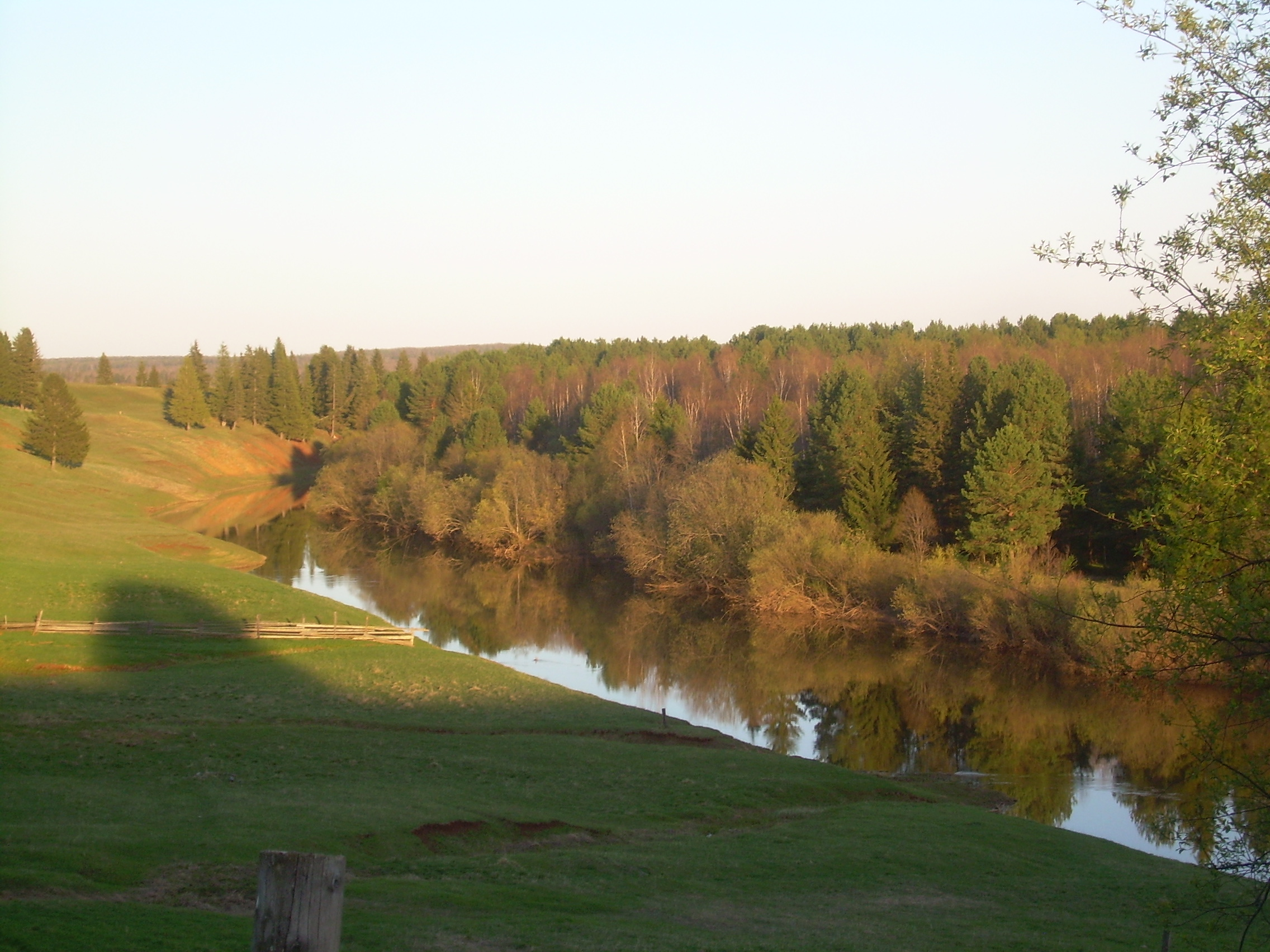
Верхньокамська височина

Територія Удмуртії розташована у східній частині Східно-Європейської рівнини, на заході Передуралля, і складається з декількох височин та рівнин. Найбільша з них — Верхньокамська височина — розчленована на 3 частини. Північна частина, яка займає правобережжя річки Чепца, належить безпосередньо до Верхньокамської височини. Біля витоків річки Пизеп, за 10 км на північ від села Карсовай, знаходиться найвища точка республіки висотою 332 м. Лівобережжя Чепци розділяється на 2 частини. У верхній течії починається Тиловайська (або Лозинська) височина, яка простягається на захід до села Сюмсі, знижуючись від 321 м біля села Зюзино до 230 м. У лівобережній частині Чепци розташована і Красногорська височина. За межами Удмуртії, у верхів'ях Лобані, вона з'єднується з В'ятськими увалами. Найвища точка у верхів'ї річки Убить має відмітку 290 м. Тиловайська та Красногорська височини розділяються східною частиною Кільмезької низовини, висоти якої, за виключенням окремих останцевих пагорбів, не перевищують 200 м. Західну частина південної половини республіки займає Можгинська височина з найвищою точкою 262 м. У межиріччі Іжа та Ками розташована Сарапульська височина з максимальною висотою 248 м. Високі орографічні елементи північної та південної частин Удмуртії відокремлені один від одного Центрально-Удмуртською депресією, вузьким зниженням, яке перетинає республіку майже навпіл. Висоти тут не перевищують 200 м, а на окремих останцевих пагорбах сягають 230 м.

### Геологія

Схема геологічних структур:
1 — Верхньокамська западина, 2 — Татарське склепіння (2а — Немський виступ, 2б — Кільмезький грабен, 2в — Удмуртський виступ, 2г — Марі-Турекська сідловина, 2д — Нижньокамська зона лінійних дислокацій), 3 — Бірська сідловина

Територія Удмуртії розташована в межах Волзько-Камської антеклізи, однієї з найбільших структур Російської платформи. Вона складається з декількох дрібніших структур. У межах республіки це — Татарське склепіння, Калтасинський авлакоген та Верхньокамська западина.
Татарське склепіння охоплює західну частину Удмуртії, глибина залягання фундаменту становить 1500–2000 м. Поділяється на Північну вершину, Нижньокамську зону лінійних дислокацій та північно-східний схил Південної (Альметьєвської) вершини. Північна вершина своєю чергою складається з Немського, Удмуртського та Кукморського виступів, розділених грабенами по фундаменту і відповідають прогинам у чохлі. Удмуртська система глибинних розломів відділяє Татарське склепіння від Калтасинського авлакогена. Вона представлена системою ярусних скидів і простягається у вигляді плавної дуги. Загальна ширина зони розломів становить 15-20 км, амплітуда — 1-2 км. Калтасинський авлакоген охоплює східну частину Удмуртії та характеризується поступовим зануренням фундаменту на південний схід. Глибина залягання фундаменту становить 3-5 км, у западині на схід від Сарапула — до 7-8 км. Заповнений потужним шаром рифейських пісковиків. Верхньокамська западина охоплює східну та північну частину Удмуртії та виражена в осадовому чохлі. Поділяється на Бородулінсько-Фокінську, Верхньообвінську частини, Чепецьку та Кільмезько-Немську зони. На півдні западина переходить у Бірську сідловину.
Структури, виділені по фундаменту, розбиті на численні блоки розломами субмеридіонального та північно-східного напрямків. В осадовому чохлі структурні зони розрізняються за наявністю і орієнтації локальних прогинів та валів, загальна кількість яких досягає багатьох десятків. Найзначніші вали — Зуринський, Дебьоський, Кулигінський, Кіонгопський, найбільші прогини — Кільмезький та Мамадисько-Кокарський. Будова осадового чохла тісно пов'язана з будовою фундаменту. Складні поєднання його порухів визначило хід накопичення осаду і формування в осадовому чохлі 3 структурних поверхів — рифейського, вендського та палеозойського.

### Корисні копалини
На території Удмуртії відкриті поклади нафти, азотного газу, бурого та кам'яного вугілля, мінералізованої води та розсолів з вмістом йоду та брому. Відмічені рудопрояви міді, заліза, марганцю, мінеральних фарб, повсюди поширені родовища будівельних матеріалів.
Найбільшого значення для економіки республіки відіграють паливні корисні копалини, а саме нафта, торф та вугілля. Нафтопошукові роботи в республіці розпочались в 1945 році і продовжуються сьогодні. У наш час[коли?] виявлено 86 родовищ, більша частина запасів яких розробляється. Промислові поклади нафти виявлені в основному в девонських та кам'яновугільних відкладах і приурочені до плікативних антиклінальних, брахіантиклінальних складок та рифогенних масивів. За даними на 1 січня 1997 року загальна кількість видобутою нафти в Удмуртії становить 221,4 млн тон, видобуті запаси промислових категорій (А+В+С) становлять 369,1 млн тон, видобуті перспективні та прогнозовані запаси категорій С2+С3+Д — 280 млн тон. В цілому поклади важкі, смолисті, з абсолютною глибиною залягання від 680 до 2000 м. Густота коливається від 0,87 до 0,91 г/см³, колір від чорного смолистого у вендських та нижньокамських покладах до темно-коричневої та коричневої в девонських та середньокам'яновугільних відкладах. Геологорозвідувальні роботи різних років підтвердили наявність в Удмуртії покладів вугілля. Найбільше воно поширене в Козаковському та Камбарському вугленосних районах

### Клімат
Клімат Удмуртії помірно континентальний з довгою холодною та багатосніжною зимою, теплим літом та добре вираженими перехідними сезонами — весною та осінню. Найбільші величини сумарної сонячної радіації припадають на червень. Найменші — на грудень. В середньому за рік сумарна сонячна радіація збільшується по території від 87,7 ккал/см² на півночі до 93,3 ккал/см² на півдні. Відбита від земної поверхні частина сонячної радіації велика (80%) взимку над засніженими ділянками. Влітку вона становить 15-25% та суттєво не змінюється по території. Характерна для Удмуртії велика тривалість сонячного сяяння (1839 годин) значно знижується через хмарність. В найбільш сонячний місяць (червень) суми сяяння становлять 62% від можливого.
Середньорічна температура повітря на території Удмуртії позитивна. В липні температура змінюється в межах 18-19 °C. Абсолютний максимум на півночі становить 37 °C, а на півдні 38 °C. Найхолодніший місяць — січень. Середньомісячні температури на північному сході −15,2 °C, на півдні −14,2 °C. Під впливом Атлантичного океану січневі ізотерми спрямовані з північного заходу на південний схід, тому найхолоднішим районом є північний схід, найтеплішим — південний захід. Морози в січні можуть сягати −35-40 °C й нижче. 31 грудня 1978 року температура знижувалась до −50 °C. Великі морози пов'язані із вторгненням арктичного повітря із півночі. Стійкий сніговий покрив встановлюється в середині листопада і зникає через 160–175 днів. Максимальної висоти він досягає в березні і становить 60-70 см.

### Гідрографія
Територія Удмуртії відноситься до басейну річки Кама і має густу, добре розвинену річкову мережу. Загальна протяжність усіх річок республіки становить приблизно 30 тисяч км. Найбільшими річка є Кама та її притока В'ятка, які беруть початок на півночі Удмуртії, але одразу через декілька кілометрів покидають її. Пройшовши сотні кілометрів вони знову повертаються на південному сході та південному заході відповідно.
Більшість річок республіки мають довжину до 10 км, їхня кількість перевищує 7 тисяч. Кількість річок довжиною 10-100 км становить 368, середніх (100–500 км) та великих (понад 500 км) — всього 17. Річки мають переважно снігове живлення. Середній час встановлення льодоставу — середина листопаду, льодохід — середина квітня. Паводки починаються приблизно в середині квітня і продовжуються 30-45 днів. Серед усіх річок республіки судноплавними є лише Кама та В'ятка.
| №  | Назва річки | Довжина загальна, км | Довжина в Удмуртії, км | Площа басейну, км² |
| -- | ----------- | -------------------- | ---------------------- | ------------------ |
| 1  | Чепца       | 501                  | 304                    | 20400              |
| 2  | Кама        | 1805                 | 260                    | 507000             |
| 3  | Вала        | 196                  | 192                    | 7360               |
| 4  | Іж          | 259                  | 190                    | 8510               |
| 5  | Кільмезь    | 270                  | 186                    | 17200              |
| 6  | Лоза        | 127                  | 127                    | 3030               |
| 7  | Лекма       | 127                  | 127                    | 1580               |
| 8  | Убить       | 120                  | 120                    | 683                |
| 9  | Ува         | 112                  | 112                    | 1230               |
| 10 | Іта         | 108                  | 108                    | 1160               |
| 11 | Уть         | 107                  | 107                    | 1190               |
| 12 | Лумпун      | 158                  | 94                     | 1550               |
| 13 | Кирикмас    | 108                  | 85                     | 2100               |
| 14 | Сіва        | 206                  | 72                     | 4870               |
| 15 | Тойма       | 124                  | 52                     | 1450               |
| 16 | Вятка       | 1314                 | 33                     | 129000             |
| 17 | Буй         | 228                  | 16                     | 1337               |

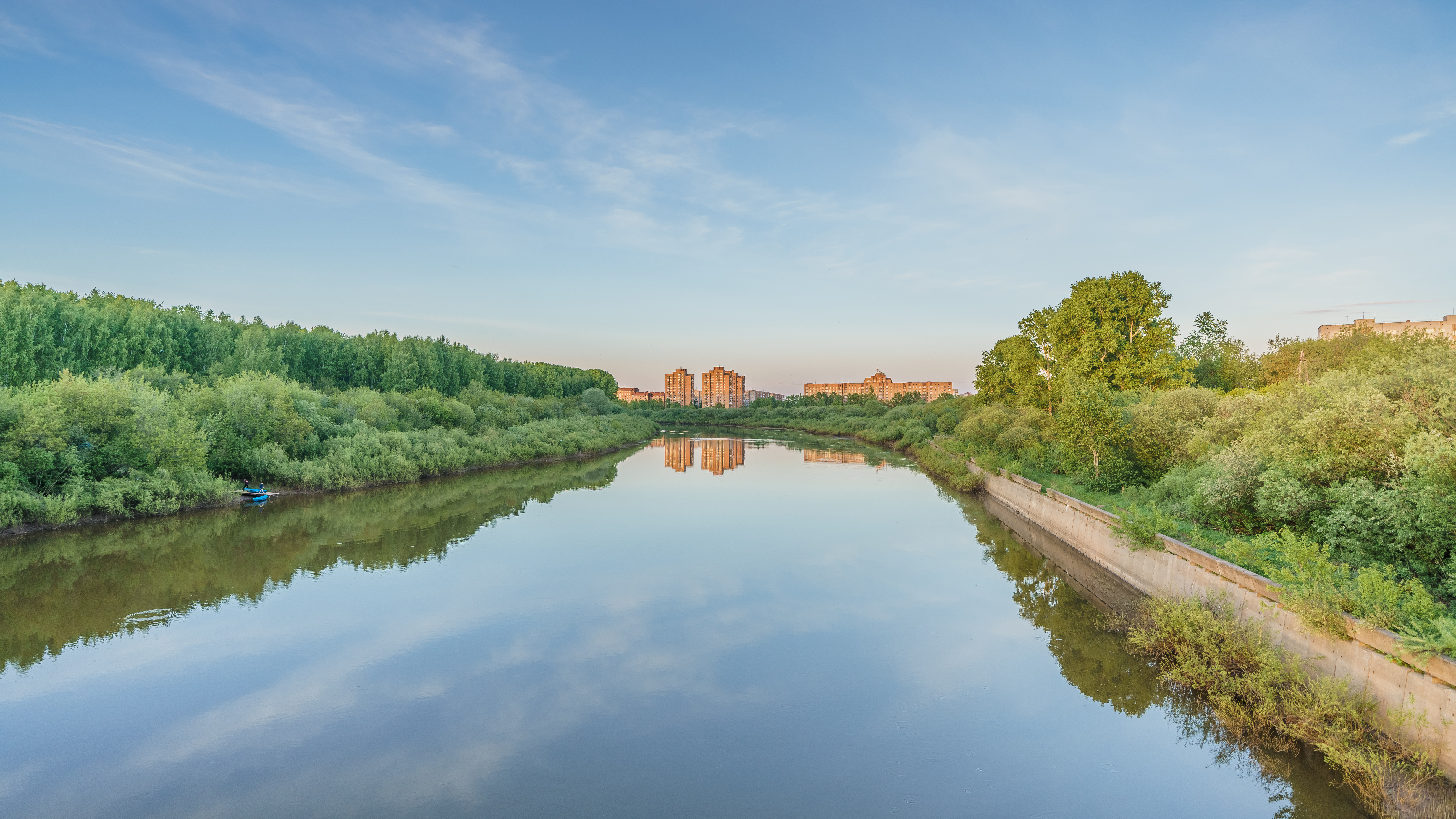
Чепца біля Глазова

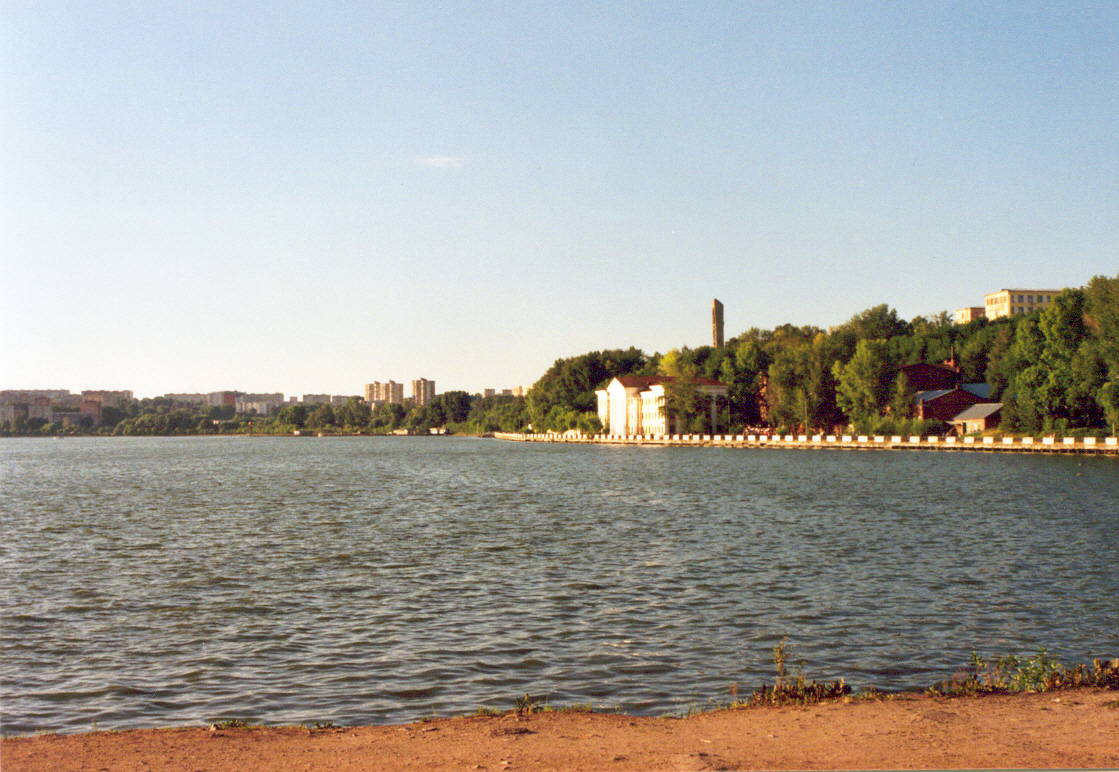
Іж в Іжевську

В Удмуртії нараховується понад 600 ставків, серед яких найбільшими є Іжевський, Воткінський, Камбарський та Пудемський. З північного сходу на південь республіка омивається Воткінським та Нижньокамським водосховищами, утвореними на Камі в результаті будівництва гребель ГЕС.
Важливу роль в Удмуртії відіграють підземні водні джерела, завдяки великій кількості яких республіка отримала неофіційну назву «Джерельний край». Щорічно із них видобувається більш як 60 млн м³ для господарських, технічних та сільськогосподарських потреб. Більшість підземних водних джерел мають мінеральні якості та використовуються в лікувально-оздоровчих закладах і розливаються у пляшки. Найзначнішими мінеральними джерелами є Варзі-Ятчинське (сульфатно-калцієві води), Ново-Іжевське, Кізнерське та Увинське (йодо-бромисті води).

## Історія

### Рання історія
Основною проблемою дослідження ранньої історії Удмуртії є майже відсутність письмових джерел. В тих, що були вивчені, удмурти зустрічаються епізодично, окрім того додаткову важкість додає термінологія. Так, під арянами (або арськими людьми) окрім удмуртів розуміли і інші народи, які населяли Арську дорогу. Тому важливе значення в дослідженні історії удмуртів отримали лише порівняльні вивчення.
Удмуртська мова належить до пермської гілки фіно-угорських мов. Виділення її із прапермської мовної спільноти в результаті булгарського впливу пройшло в VII-XIII століттях. В дослідженні історії удмуртської мови виділяють декілька періодів: ранній праудмуртський, пізній праудмуртський та сучасний удмуртський. На початок 2 тисячоліття на території Удмуртії єдиною археологічної культури не було. На основі аналізу археологічних матеріалів виділяються декілька локальних варіантів:
- кочергинська культура — об'єднує пам'ятки басейну річки В'ятка X–XII століть. Її попередниками були худяковська та єманаєвська культури. З приходом на їхню територію росіян ця культура поступово припинила своє існування, представники частково асимілювались або мігрували на схід;
- чумойтлинська культура — об'єднує пам'ятки удмуртського Прикам'я X—XV століть. Її попередниками були мазунинська та верхньоутчанська культури;
- чепецька культура — об'єднує пам'ятки басейну середньої Чепци IX—XV століть. Її попередником була поломська культура. Найвідоміші городища — Солдирське та Дондикарське. Етнічний склад культури не вивчений, але більш всього був пермським. Пізніше в результаті змішування представників культури з удмуртами, сформувались північні удмурти.

### Середньовіччя
В 1135–1136 роках у Волзькій Булгарії, до складу якої входила і територія сучасної Удмуртії, побував арабський мандрівник Абу Хамід аль-Гарнаті, який так описав країну:
|  | …у Булгар есть области Вису и Ару, которые платят харадж… |

Першою письмовою згадкою удмуртів в російських літописах стала «Повість про країну Вятську», де Удмуртія описується так:
|  | и узревше… град чудской,… называемый Чудью Болванский городок… той град взяша воинским промыслом в лето 6689 (1181) месяца июля в 21 день… и побиша ту множество Чуди и Отяков, а ини по лесам разбегошася,… и нарекоша той град Никулицын… |

З XV століття північні удмурти увійшли в склад Московської держави, а південні — в склад Казанського ханства, де вони утворили Арську землю. В арабських джерелах IX-XII століття вона згадується як Арсанія, в російських літописах відома з 1379 року. В складі Казанського ханства Арська земля утворювала окремий податковий округ — Арську дорогу. 1552 року край був майже повністю спустошений в період розгрому Казанського ханства, а також внаслідок придушення повстань 1553–1554 та 1556 років. Декотрі групи з населення, що вціліло, перейшли в Бавлінський район теперішнього Татарстану.

### Удмуртія в складі Росії
В 1552 році, після завоювання Москвою Казанського ханства, обидві групи удмуртів опинились в межах однієї держави. В XVII–XVIII століттях було почате засвоєння території росіянами, були збудовані перші підприємства, найбільшого розвитку досягли металургія та виробництво зброї. Наприкінці 1750-х років та на початку 1760-их були збудовані найбільші промислові підприємства — Іжевський та Воткінський заводи, біля яких виросли робітничі селища, що пізніше перетворились на великі міста. Наприкінці XIX століття на півдні Удмуртії були прокладені перші залізниці. У той же час в Удмуртії спалахували «картопляні» та «кумишечні» бунти, а наприкінці ХІХ століття стала відомою на всю країну «мултанська справа» про людське жертвоприношення, у якому звинувачували нехристиянізованих удмуртів.

### Радянська Удмуртія
Як державне утворення Удмуртія виникла одразу після Жовтневої революції, коли 4 листопада 1920 року Ленін підписав постанову ВЦВК і РНК РРФСР про створення ряду нових автономних областей, в якому, зокрема, говорилося:
|  | «утворити… автономні області трудових народів — калмицького, марійського і вотяцького» |

1 січня 1932 року постановою ВЦВК СРСР назву області було змінено:
«Через те, що корінне населення Вотської автономної області… є удмуртським народом, …перейменувати Вотську автономну область в Удмуртську автономну область».
28 грудня 1934 року ВЦВК СРСР приймає постанову «Про перетворення Удмуртської автономної області в Удмуртську Автономну Радянську Соціалістичну Республіку».
Репресії проти інтелігенції 1930-х років прийшли до Удмуртії у вигляді справи «Спілки визволення фінських народностей».

### Сучасність
У 1990 році Верховна Рада Удмуртської АРСР затвердила нову назву — Удмуртська Республіка.

## Населення
Чисельність населення — 1 552 000 осіб (2005). Щільність населення — 36,9 осіб/км² (2005), питома вага міського населення — 69,4% (2005).
Згідно зі Всеросійським переписом населення 2010, національний склад населення Республіки був наступним:
| Народ    | Чисельність, 2010, %. |
| -------- | --------------------- |
| Росіяни  | 62,2%                 |
| Удмурти  | 28,0%                 |
| Татари   | 6,7%                  |
| Українці | 0,6%                  |
| Інші     | 3%                    |

### Татари в Удмуртії
У Республіці Удмуртія татари проживають в основному в Іжевську, Сарапулi, Можгі, Глазовi, Воткінськi і компактно в Алнашському, Балезінському, Юкаменському районах. В Удмуртії 20 населених пунктів з переважанням татарського населення. Є 20 татарських класів і 13 дошкільних установ (на 1995), також татарські відділення існують в Удмуртському університеті та Іжевському педагогічному училищі. Працюють Татарський суспільний центр (з 1991), об'єднання татарської молоді «Іман», Центр татарської культури (Юкаменський район), Татарська бібліотека Іжевська. Виходять газета «Яңарыш» (Іжевськ, з 1991), радіо і телепередачі: «Очрашу», «Хәерле кич». Виступає народний ансамбль «Шаян йодизлар» (Іжевськ).

## Державний лад

### Конституція
Державно-правовий статус Удмуртії визначається Конституцією Росії та Конституцією Удмуртії.

### Законодавча влада
Вищим законодавчим та контролюючим органом влади є Державна рада Удмуртії, депутати якої обираються кожні 5 років. Нинішній склад ради був обраний 25 червня 2013 року. Головою Державної ради на сьогодні є Невоструєв Володимир Петрович.

### Виконавча влада
Виконавчу владу в Удмуртії здійснює голова та уряд Удмуртії. Чинним головою республіки є Бречалов Олександр Володимирович, обраний 2017 року.

### Судова влада
Конституційний суд Удмуртії є вищим судовим органом, але на сьогодні він взагалі не сформований. Судову владу у республіці здійснюють Верховний суд, арбітражний суд, районні та мирові суди.
Прокурор Удмуртії та підлеглі йому районні прокурори здійснюють нагляд за виконанням законів. Головним прокурором республіки на сьогодні є Панов Сергій Валентинович.

## Адміністративний поділ Удмуртії
Станом на 2021 рік республіка поділялась на 25 муніципальних округів (називаються районами) та 5 міських округів:
| № з/п | Район (йорос)               | Площа, км² | Населення, осіб (2002) | Населення, осіб (2010) | Населення, осіб (2021) | Центр         | К-ть НП |
| ----- | --------------------------- | ---------- | ---------------------- | ---------------------- | ---------------------- | ------------- | ------- |
| 1     | Алнаський район             | 896,00     | 22258                  | 20403                  | 17978                  | Алнаші        | 81      |
| 2     | Балезінський район          | 2434,67    | 38443                  | 36320                  | 29263                  | Балезіно      | 136     |
| 3     | Вавозький район             | 1678,99    | 17323                  | 16351                  | 14810                  | Вавож         | 69      |
| 4     | Воткінський район           | 1863,84    | 23709                  | 24114                  | 24491                  | Воткінськ     | 69      |
| 5     | Глазовський район           | 2159,70    | 18792                  | 17132                  | 14870                  | Глазов        | 123     |
| 6     | Граховський район           | 970,58     | 10879                  | 9354                   | 7598                   | Грахово       | 41      |
| 7     | Дебьоський район            | 1033,03    | 14085                  | 12665                  | 11520                  | Дебьоси       | 61      |
| 8     | Зав'яловський район         | 2202,82    | 59145                  | 66000                  | 80665                  | Зав'ялово     | 127     |
| 9     | Ігринський район            | 2266,90    | 42850                  | 38194                  | 35151                  | Ігра          | 81      |
| 10    | Камбарський район           | 672,62     | 21243                  | 18106                  | 16239                  | Камбарка      | 21      |
| 11    | Каракулинський район        | 1192,56    | 13835                  | 12230                  | 10028                  | Каракулино    | 32      |
| 12    | Кезький район               | 2321,02    | 26446                  | 22911                  | 19215                  | Кез           | 136     |
| 13    | Кізнерський район           | 2131,11    | 23502                  | 20263                  | 16857                  | Кізнер        | 74      |
| 14    | Кіясовський район           | 821,27     | 11550                  | 10305                  | 8717                   | Кіясово       | 34      |
| 15    | Красногорський район        | 1860,05    | 12219                  | 10347                  | 8364                   | Красногорське | 72      |
| 16    | Малопургинський район       | 1223,18    | 31558                  | 33058                  | 33183                  | Мала Пурга    | 79      |
| 17    | Можгинський район           | 1996,97    | 30358                  | 28293                  | 25152                  | Можга         | 108     |
| 18    | Сарапульський район         | 1877,63    | 24215                  | 24625                  | 23449                  | Сігаєво       | 59      |
| 19    | Селтинський район           | 1883,74    | 13335                  | 11368                  | 9707                   | Селти         | 72      |
| 20    | Сюмсинський район           | 1793,06    | 16288                  | 13401                  | 11426                  | Сюмсі         | 56      |
| 21    | Увинський район             | 2445,37    | 40738                  | 39761                  | 37662                  | Ува           | 89      |
| 22    | Шарканський район           | 1404,49    | 21384                  | 19100                  | 17890                  | Шаркан        | 91      |
| 23    | Юкаменський район           | 1016,09    | 11947                  | 10207                  | 7854                   | Юкаменське    | 73      |
| 24    | Якшур-Бодьїнський район     | 1781,00    | 22599                  | 21467                  | 20282                  | Якшур-Бодья   | 80      |
| 25    | Ярський район               | 1524,27    | 18870                  | 15286                  | 12431                  | Яр            | 68      |
| 1     | Воткінський міський округ   | -          | 99441                  | 99022                  | 96861                  | Воткінськ     | 1       |
| 2     | Глазовський міський округ   | -          | 100894                 | 95854                  | 91921                  | Глазов        | 1       |
| 3     | Іжевський міський округ     | -          | 632140                 | 627734                 | 646468                 | Іжевськ       | 1       |
| 4     | Можгинський міський округ   | -          | 47119                  | 47961                  | 48750                  | Можга         | 1       |
| 5     | Сарапульський міський округ | -          | 103141                 | 101381                 | 94554                  | Сарапул       | 1       |

## Найбільші населені пункти
Населені пункти з населенням понад 10 тисяч осіб:
| №  | Населений пункт | Населення, осіб (2002) | Населення, осіб (2010) |
| -- | --------------- | ---------------------- | ---------------------- |
| 1  | Іжевськ         | 632140                 | 627734                 |
| 2  | Сарапул         | 103141                 | 101381                 |
| 3  | Воткінськ       | 99441                  | 99022                  |
| 4  | Глазов          | 100894                 | 95854                  |
| 5  | Можга           | 47119                  | 47961                  |
| 6  | Ігра            | 22280                  | 20737                  |
| 7  | Ува             | 19358                  | 19984                  |
| 8  | Балезіно        | 16804                  | 16121                  |
| 9  | Кез             | 10913                  | 11080                  |
| 10 | Камбарка        | 12636                  | 11021                  |

## Економіка

### Промисловість
Машинобудування і металообробка: легкові автомобілі, магнітофони, пральні машини, легкові автомобілі, мотоцикли, тепловози, верстати, нафтопромислове устаткування, редуктори, оборонна продукція, спортивно-мисливські рушниці. Чорна металургія, лісова і деревообробна промисловість. Розвинуті також хімічна, скляна, легка промисловість. Видобуток нафти, газу, торфу.

### Сільське господарство
Провідна галузь сільського господарства — тваринництво, переважно м'ясомолочне скотарство, свинарство. Розводять птахів, овець. Бджільництво. Вирощують: зернові — жито, ячмінь, овес, гречка; кормові культури, картоплю, льон-довгунець, овочі.

### Транспорт
Дивись також: Залізничний транспорт Удмуртії